# Svedjeholmen (vid Skåldö, Raseborg)
För andra betydelser, se Svedjeholmen (olika betydelser).
Svedjeholmen är en ö i Finland. Den ligger i Finska viken och i kommunen Raseborg i landskapet Nyland, i den södra delen av landet. Ön ligger omkring 88 kilometer väster om Helsingfors.
Öns area är 16 hektar och dess största längd är 1 kilometer i öst-västlig riktning.